# Acronicta tristis
Acronicta tristis är en fjärilsart som beskrevs av Smith 1911. Acronicta tristis ingår i släktet Acronicta och familjen nattflyn. Inga underarter finns listade i Catalogue of Life.